# Embong Satu
Embong Satu is een bestuurslaag in het regentschap Lebong van de provincie Bengkulu, Indonesië. Embong Satu telt 456 inwoners (volkstelling 2010).